# Folgoso de la Ribera
Folgoso de la Ribera (leóni nyelven Felgosu) település Spanyolországban, León tartományban. Lakosainak száma 982 fő (2024).

## Földrajza
Folgoso de la Ribera Torre del Bierzo, Bembibre, Noceda del Bierzo és Igüeña községekkel határos.

## Népesség
A település lakosságának változását az alábbi diagram mutatja:
| Lakosok száma | 1339 | 1285 | 1249 | 1220 | 1226 | 1182 | 1132 | 1080 | 1026 | 982  |
|               | 2001 | 2004 | 2007 | 2009 | 2012 | 2014 | 2017 | 2019 | 2022 | 2024 |